# Szent Miklós erőd
A Szent Miklós erőd (horvátul: Utvrda Sveti Nikola), egy tengerparti erőd Horvátországban, Šibenik városának előterében, a 16–17. századi velencei védművek világörökségi helyszín része.

## Fekvése
Šibenik városának előterében, a kikötőhöz vezető Szent Antal-csatorna bejáratánál áll.

## Története

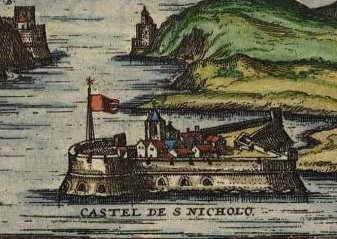
Az erőd korabeli ábrázolása

Az erőd építését egy 1522 májusában történt hadiesemény előzte meg. Ekkor történt, hogy
a Hercegoviniai szandzsák hadserege 25 000 katonával és sok ágyúval, Huszrev bég parancsnoksága alatt, Knin várát kezdte ostromolni. Több heves támadás után a Mihajlo Vojković parancsnoksága alatt álló védők azt látták, hogy nem tudják tovább védeni magukat és a polgári lakosság védelme érdekében május 28-án feladták a várat. Skradin lakói is hallottak Knin elvesztéséről és elhagyták rosszul védhető településüket. Egy részük a közeli szigetekre, más részük Šibenikbe menekült, amely akkor már több, mint száz éve velencei uralom alatt állt. Miután a török akadály nélkül foglalhatta el Skradint a šibenikiek közvetlen fenyegetettségbe kerültek. Šibenik lakói leginkább attól tartottak, hogy a törökök tengeri úton, a Szent Antal-csatornán át mennek a városba, ezért kérték a velencei hatóságokat, hogy építsenek a városukat a tenger felől védő, minél korszerűbb  erődítményt. Velencei nagytanács elfogadta Šibenik lakosságának igényeit és úgy vélte, hogy nagyon fontos a Šibenik kikötőjébe való bejutás elleni védelem megerősítése. Úgy ítélték meg, hogy Šibenik meghódítását nem szabad megengedni, mert aki Šibenik birtokában van, az az Adriai-tenger e részének az ura. Addig a 2 és fél kilométer hosszú Szent Antal-csatorna bejáratát csak két toret védte, melyek között láncot feszítettek ki, hogy megakadályozzák a hajók áthaladását. A velencei hatóságok 1524-ben Bernardin Bagliont küldték ki, hogy tanulmányozza a dalmát városok védelmi képességeit. Ő javasolta, hogy építsenek erődöket a csatorna bejárata előtti szigeteken. A nyugati oldalon akkor a kis Szent András-sziget állt az azonos nevű kápolnával (ez ma már nincs meg), míg a keleti oldalon a Ljuljevac-szigeten a romos Szent Miklós kápolna állt az egykori bencés kolostor romjaival. A szigetet még a 15. század elején hagyták el a szerzetesek és Šibenik városába költöztek. 

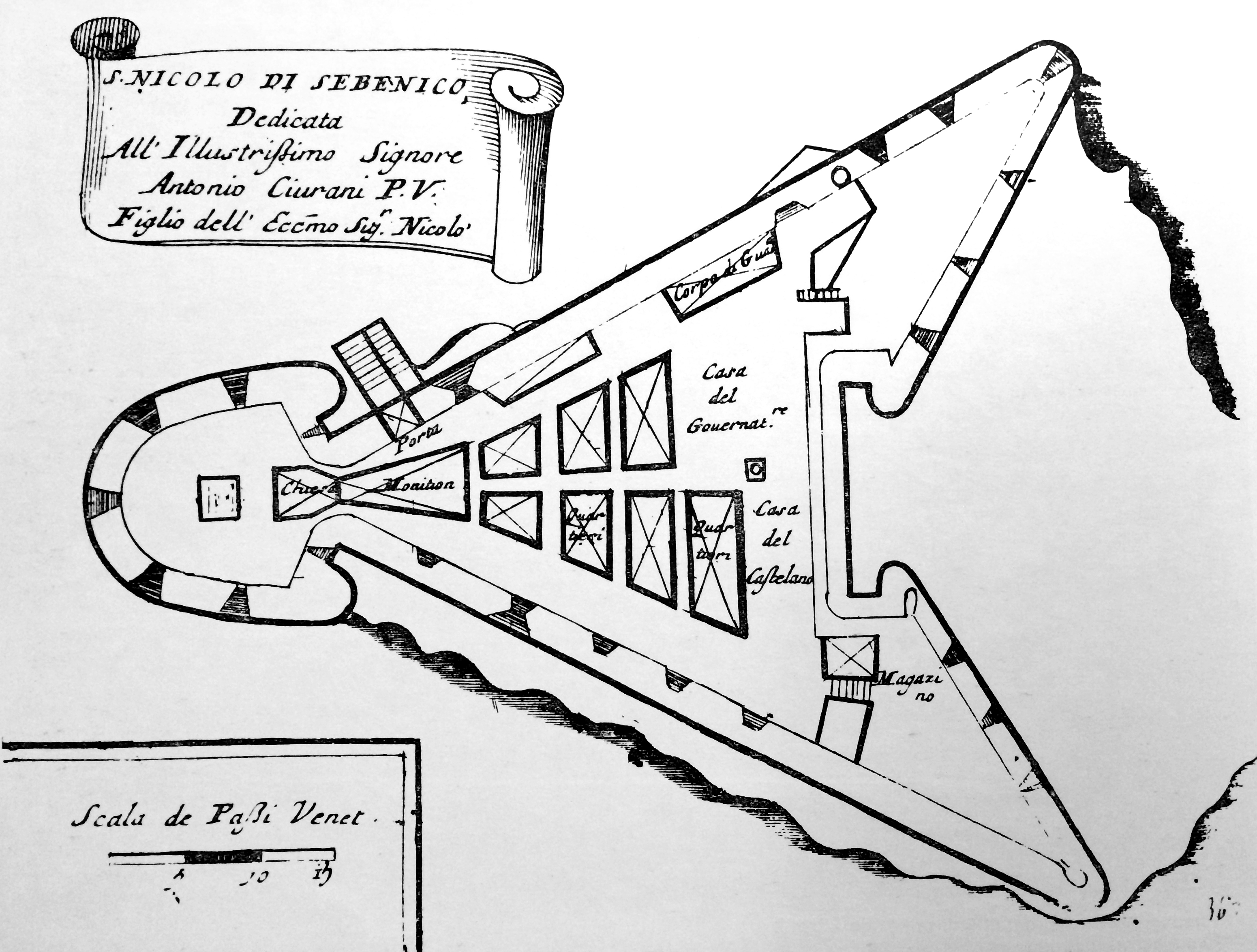
Az erőd alaprajza

Az erőd építése 1539-ben kapott új lendületet, amikor két neves velencei hadmérnök, a két Sanmichelli (Michele és Gian Girolamo nevű unokaöccse) érkezett Dalmáciába. Sokáig úgy gondolták, hogy az erődöt valójában Michele Sanmichelli tervezte és Gian Girolamo csak az építést irányította, de az utóbbi időben bizonyságot nyert, hogy a tervező és az építő is ő volt. Az építés 1540-ben kezdődött el. Gian Girolamo Sanmichelli egy szilárd és biztonságos építményt tervezett, mely követte a kor katonai építészetének trendjeit. Ennek során felhasználta a cinquecentónak az erődépítés során elért összes eredményeit. Néhány olyan megoldást is alkalmazott, melyek itt jelentek meg először. Ilyen például az erőd déli részen a félbástyák között található ún. „harapófogó”. Az építésről egyetlen írásos dokumentum maradt fenn, mely tulajdonképpen egy technikai leírás és még az építés kezdetén készült. A korabeli forrásokból nem állapítható meg pontosan az építés befejezése, csak az tudható, hogy 1544-ben az erődnek már parancsnoka volt, ami legalábbis részbeni készenlétet feltételez. Mivel a Ljuljevac-sziget nagyon kis területű volt az építés előtt a sziget nagy részét elfoglaló kolostor maradványait le kellett bontani. Az építésnek áldozatul esett a Szent Miklós kápolna is, azonban a tervező az eredeti terveket megváltoztatva az erőd teraszára a régivel azonos alakú és titulusú kápolnát építtetett. Az építéshez a követ a Krka folyón szállították, az erőd alsó része ugyanis kőből épült. A többi részhez viszont téglát használtak, mivel az sokkal jobban felfogja az ágyúgránátokat, mint a kő. 
Az erőd 1553-ra már biztosan teljesen elkészült. Erről Giovani Battista Giustiani számol be, aki részletes leírást is ad róla. Leírása szerint az erődöt, egy a tengertől körülvett zátonyra építették, mely egy részen kapcsolódik a szárazföldhöz. Az erőd háromszög alakú és három védelmi pontja van. Az első kör alakú alaprajzú és az északnyugati oldalon, a kikötő bejárata felé helyezkedik el. Ettől a bástyától 100 lépésre található a déli bástya csúcsa és a keleti bástya csúcsa is. Így az egész erőd kiterjedése 300 lépés. Az erődnek ezen a kerek részén található egy tér kis kápolnával. A délkeleti részen van elhelyezve a ciszterna. A kút és a kápolna között található az őrség szállása. Giustiani sajnos nem ír az sem a teraszon, sem a belső terekben elhelyezett ágyúnyílásokról. A leírásból viszont kitűnik, hogy a személyzet 25 főből áll, melyből öt fő a tüzér. A velencei nemesekből választott erődparancsnok megbízatása két évre szól, mely alatt halálbüntetés terhe mellett nem hagyhatja el az erődöt. Az erőd 32 ágyúval rendelkezett. Az évszázadok folyamán számos hadsereg használta, többször fel is újították, de az erőd védelmi képességeinek kipróbálására szerencsére soha nem volt alkalom. Katonai célokra az 1979-es év óta már nem használják,

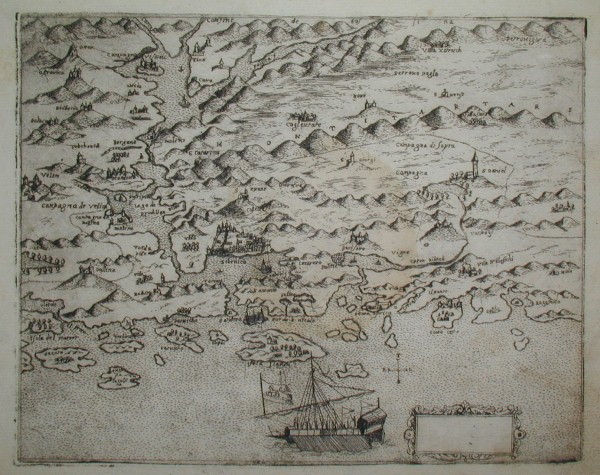
Az erőd 1572-es velencei ábrázolása

## Az erőd mai állapota
Az erődöt ma a szárazföldről egy kis szigeten és két keskeny gáton keresztül lehet megközelíteni. Az erődbe való bejutáshoz egy kitaposott homokfalon kell felmászni, így jutunk az erőd tetejére. Itt egy monumentális, falakkal védett, gazos tetőre érkezünk. Az erőd ma eléggé elhanyagolt állapotban van, de kisebb változtatásokkal lényegében a mai napig megőrizte eredeti formáját. Idővel azonban bizonyos változásokra is sor került. Így már a velencei uralom idején, megváltoztatták a terasz magasságát. A 19. század végén ágyúcsöveket cseréltek, amely további változtatásokat igényelt és új ágyúnyílásokat kellett készíteni. 1911-ben az erőd teraszán a Szent Antal-csatorna forgalmának irányítására szemafort állítottak fel. Ezért néhány, az erőd belsejében lévő épületet lebontottak. Amikor az erőd elvesztette eredeti funkcióját minden, ami a mai napig fennmaradt, lassú pusztulásnak indult. A háborúk közötti időszakokban további beavatkozásokat is végeztek. Például az új ágyúnyílások kialakításakor megrongálták a boltozatot. A korabeli források szerint az állagmegóvási munkák csak 1979-ben kezdődtek el az erődben. Az akkori leírásból kiderül, hogy az erőd romokban volt, a vegetáció ellenőrizetlenül nőtt és hogy a nedvesség nagyban hozzájárult az állapot romlásához. Az állagmegőrzési munkák nagy részét még a háború előtt végezték el, mert később nem volt elég pénz. Csak a legszükségesebb javításokat és konzerválási munkákat végezték el. Az erőd hasznosítására az utóbbi időben több elképzelés is született. Egy londoni székhelyű ausztrál cég például kaszinóvá akarta átalakítani, de a komolyabb tárgyalásokat a délszláv háború megakadályozta.